# Krumbach (Suabia)

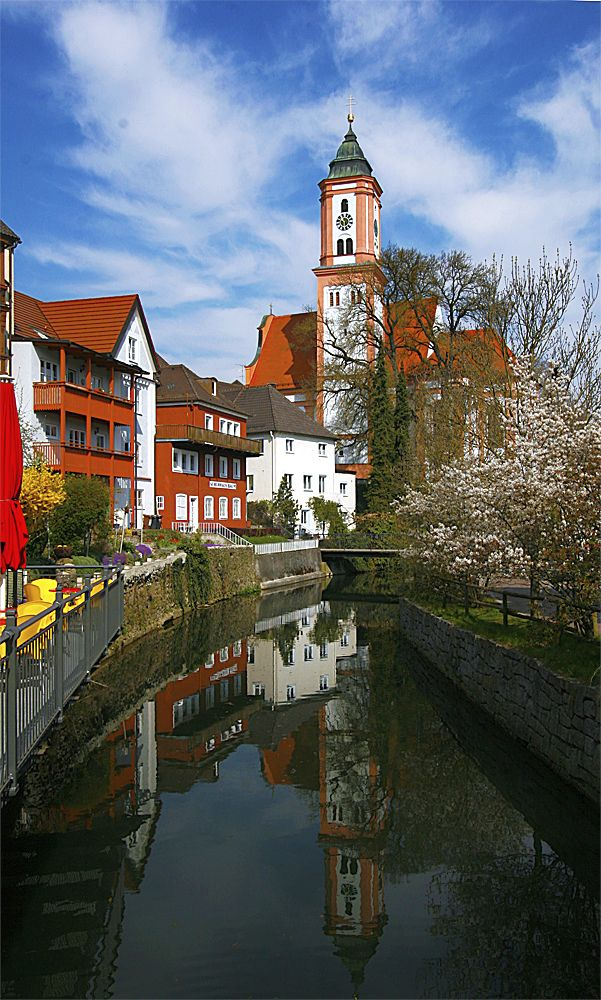
Vista de Krumbach.

Krumbach (pronunciación en alemán: /ˈkʁʊmbax/ⓘ) es una ciudad en el distrito de Gunzburgo en la región administrativa de Suabia del Estado libre de Baviera en Alemania.
Después de la capital de Gunzburgo Krumbach es la ciudad mayor del distrito.

## Personalidades
- Gerd Müller, ministro federal.
- Franz Tausend, alquimista.
- Wilhelm Schmid, filósofo.
- Thomas Tuchel, exfutbolista y Director Técnico